# Madior Fatim Golagne Fall
Pour les articles homonymes, voir Madior.
Madior Fatim Golagne Fall ou Madior Ier (Maajoor en wolof) est le septième damel (souverain) du Cayor, un royaume pré-colonial situé à l'ouest de l'actuel Sénégal. 
Fils de makhorédia koly fall fils de Massamba Tako et de sa nièce, Fatim y Gologne, il succède à son demi-père Daou Demba et règne pendant 17 ans, de 1647 à 1664.
Madior est le père de Biram Yacine Boubou qui lui succède.